# Tirnony Dolmen

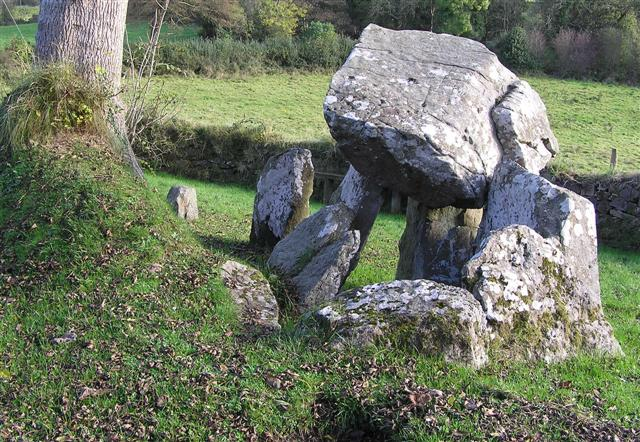
Tirnony Dolmen

Der Tirnony Dolmen steht neben der Tirnony Road etwa 1,6 Kilometer nördlich von Maghera im County Londonderry in Nordirland. Das Portal Tomb gehört zur Untergruppe der „Tripod Dolmen“, wie sie in Nordirland häufiger sind. 
James Fergusson (1808–1886) prägte im 19. Jahrhundert den Begriff „Tripod-Dolmen“ (Stativdolmen). Er wird auf Dolmen angewandt, bei denen der Deckstein auf drei Tragsteinen ruht (z. B. Ballykeel, Legananny, Proleek). Der 5000 bis 6000 Jahre alte Dolmen hat sechs aufrecht stehende Steine, von denen drei tragen. Er weist eine Merkwürdigkeit auf: Vor dem Eingang steht ein einzelner 1,8 m hoher Steinpfeiler, der wie ein Tragstein aussieht. Möglicherweise war die etwa 2,8 m lange, 1,4 m breite und 0,8 m hohe Kammer größer. Früher wird ein Steinhügel die Megalithanlage zumindest teilweise bedeckt haben.

## Flankierende Steine
Flankensteine werden ab und zu vor den Portalsteinen auf einer oder beiden Seiten gefunden, was auf einen einfachen Hof oder eine Ante deutet, wie sie auch einige Court Tombs zeigen. Da Portal Tombs mehr als andere Typen kaum Spuren eines Cairns oder Hügels zeigen, ist dieser Teil wahrscheinlich mit dem Hügel abgeräumt worden. Einzelne Flankensteine treten bei Menlough im County Galway und beim Browneshill-Dolmen im County Carlow in Irland auf, während bei Ahaglaslin im County Cork, niedrige gesetzte Steine vor beiden Seiten des Portals liegen und mit weiteren Steinen einen trichterförmigen Zugang formen. Eine halbmondförmige Setzung niedriger Steinen wurde bei Ticloy, im County Antrim in Nordirland gefunden.
Nach einem Zusammenbruch des Dolmens im Jahre 2010 wurde er 2011 untersucht und restauriert. Dabei wurde ein 4,5 cm langes Feuersteinmesser gefunden.
Maghera gehört zu den Orten in Irland, wo Cross Slabs gefunden wurden. In der Nähe liegt das Sweat house von Tirkane. Nordöstlich von Maghera befinden sich auch die Wallanlage Dunglady und das Court Tomb Tamnyrankin.